# Otok Sveti Klement
Otok Sveti Klement är en ö i Kroatien.   Den ligger i länet Dalmatien, i den södra delen av landet, 300 km söder om huvudstaden Zagreb. Arean är 5,3 kvadratkilometer.